# Gustav Aschaffenburg

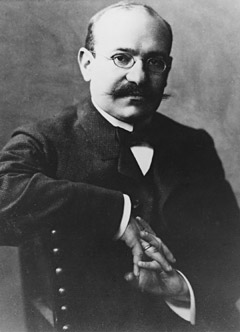
Gustav Aschaffenburg (um 1910)

Gustav Aschaffenburg (* 23. Mai 1866 in Zweibrücken; † 2. September 1944 in Baltimore) war ein deutscher Psychiater. Er gilt als einer der Pioniere der Forensischen Psychiatrie und Kriminologie.

## Leben und Werk
Er war der Sohn von Gustav Aschaffenburg und studierte an der Ruprecht-Karls-Universität Heidelberg, der Julius-Maximilians-Universität Würzburg, der Albert-Ludwigs-Universität Freiburg, der Friedrich-Wilhelms-Universität Berlin und schließlich an der Kaiser-Wilhelm-Universität Straßburg, wo er 1890 zum Dr. med. promoviert wurde. Ab 1891 arbeitete er als wissenschaftlicher Assistent von Emil Kraepelin an der neu gegründeten Psychiatrischen Universitätsklinik Heidelberg. In Heidelberg wurde er Mitglied der Freimaurerloge Zur Wahrheit und Treue. Nach seiner Habilitation 1895 folgte er 1901 einem Ruf an die Universität Halle und wechselte 1904 an die neu gegründete Akademie für praktische Medizin in Köln, die 1919 Teil der Universität zu Köln wurde. Dort habilitierte sich bei ihm 1919 sein Oberarzt, der spätere Psychiater Kurt Schneider. Ab 1906 war er leitender Arzt der Irrenanstalt Lindenburg, des heutigen Universitätsklinikums Köln. Von 1928 an leitete er deren kriminalwissenschaftliches Institut. Aschaffenburg war unter anderem Herausgeber der Monatsschrift für Kriminalpsychologie und Strafrechtsreform. Gestützt auf das nationalsozialistische Gesetz zur Wiederherstellung des Berufsbeamtentums wurde er 1934 als Jude (obwohl 1899 evangelisch getauft) aus dem Staatsdienst entlassen. Als sein Nachfolger wurde Max de Crinis aus Graz berufen, ein Mitglied der NSDAP und strammer Antisemit. Auch seine Herausgebertätigkeit musste Aschaffenburg 1935 aufgeben.
Nachdem auch seine ärztliche Tätigkeit eingeschränkt wurde, emigrierte Aschaffenburg 1938 über die Schweiz in die USA und lehrte dort als Professor für Psychiatrie an der Johns Hopkins University in Baltimore.
Gustav Aschaffenburgs Hauptwerk, Das Verbrechen und seine Bekämpfung (1903, 3. Auflage 1923), war bis in die 1930er Jahre das maßgebliche deutschsprachige kriminologische Lehrbuch.
Aschaffenburg hatte vier Kinder, sein Sohn Georg (1901–1971) wurde als George Amberg Professor für Filmwissenschaften in New York.

## Schriften (Auswahl)
- Über die Stimmungsschwankungen der Epileptiker. (= Sammlung zwangloser Abhandlungen aus dem Gebiete der Nerven- und Geisteskrankheiten, Band 7, Heft 1.) C. Marhold, Halle (Saale) 1906.
- (als Herausgeber): Handbuch der Psychiatrie. (28 Teile in 21 Bänden) F. Deuticke, Leipzig / Wien 1911–1927.
- Die Sicherung der Gesellschaft gegen gemeingefährliche Geisteskranke. Ergebnisse einer im Auftrage der Holtzendorff-Stiftung gemachten Studienreise. Berlin 1912.
- Das Verbrechen und seine Bekämpfung. 3. Auflage, Heidelberg 1923.
- Psychiatrie und Strafrecht. 1928.
- (mit A. Hoche, E. Schultze und R. Wollenberg): Handbuch der gerichtlichen Psychiatrie. 3. Auflage, A. Hirschwald, Berlin 1934.